# Franz Speta
Franz Speta (* 22. Dezember 1941 in Linz; † 5. Dezember 2015) war ein österreichischer Botaniker. Seine Arbeitsschwerpunkte waren Zwiebelpflanzen, besonders die Hyacinthaceae. Sein offizielles botanisches Autorenkürzel lautet „Speta“.

## Laufbahn
Speta arbeitete nach einer Lehre zunächst als kaufmännischer Angestellter, machte die Matura im zweiten Bildungsweg und studierte danach an der Universität Wien an der Philosophischen Fakultät Botanik und Zoologie. Seine Dissertation verfasste er unter den Professoren Lothar Geitler und Elisabeth Tschermak-Woess über die „Entwicklungsgeschichte und Karyologie von Elaiosomen an Samen und Früchten“. Er wurde 1972 promoviert.
Ab 1970 war er wissenschaftlicher Mitarbeiter am Oberösterreichischen Landesmuseum Linz, zunächst als Leiter der Abteilung Botanik und Evertebraten, ab 1985 als Direktorstellvertreter des Landesmuseums und 1990/91 als interimistischer Direktor. Von 1993 bis 2003 war er Leiter des neugegründeten Biologiezentrums des Landesmuseums.
1982 erhielt er die venia legendi für Systematische Botanik an der Universität Salzburg. 1994 wurde er zum Wirklichen Hofrat ernannt.

## Forschung
Forschungsschwerpunkt von Speta waren die Zwiebelpflanzen, hier besonders die Hyacinthaceae mit Schwerpunkt Scilla und Ornithogalum. Weitere Themengebiete sind die Tribus Antirrhineae der Scrophulariaceae, sowie Pinguicula (Lentibulariaceae). Er hat rund 100 wissenschaftliche Arbeiten veröffentlicht.
Daneben hat er rund 50 biographische Arbeiten, vorwiegend über Botaniker, publiziert.

## Ehrungen
Nach Speta ist die Pflanzengattung Spetaea Wetschnig & Pfosser aus der Familie der Hyacinthaceae benannt.

## Ausgewählte Schriften
- M. Pfosser, F. Speta: Phylogenetics of Hyacinthaceae based on plastid DNA sequences. In: Annals of the Missouri Botanical Garden. Band 86, 1999, S. 852–875.
- Franz Speta: Hyacinthaceae. In K. Kubitzki (Hrsg.): The Families and Genera of Vascular Plants. Springer-Verlag, Berlin/Heidelberg/New York 1998, S. 261–285.
- Franz Speta: Systematische Analyse der Gattung Scilla L. (Hyacinthaceae). In: Phyton (Horn). Band 38, Nr. 1, 1998, S. 1–141 (zobodat.at [PDF; 30,5 MB; abgerufen am 20. April 2023]).

## Belege
- HR Univ.-Doz. Dr. Franz Speta. In: ZOBODAT.at. OÖ Landes-Kultur GmbH (Lebenslauf).
- Wissenschaftliche Publikationen (zobodat.at [PDF; 49 kB]) (Schriftenverzeichnis bis zum Jahr 2000).